# 萨尔瓦尼亚克-卡雅尔
萨尔瓦尼亚克-卡雅尔（法語：Salvagnac-Cajarc，法語發音：[salvaɲak kaʒaʁ]）是法国阿韦龙省的一个市镇，属于鲁埃格自由城区。

## 地理
萨尔瓦尼亚克-卡雅尔（44°28'31"N, 1°50'52"E）面积23.19 平方千米，位于法国奧克西塔尼大區阿韦龙省，该省份为法国南部内陆省份，位于法國中央高原南部，北起顺时针与康塔爾省、洛泽尔省、加尔省、埃罗省、塔恩省、塔恩-加龙省和洛特省接壤。
与萨尔瓦尼亚克-卡雅尔接壤的市镇（或旧市镇、城区）包括：拉卡佩勒巴拉吉耶、马尔谢勒、索雅克、卡德里约、卡雅尔、圣让德洛尔。
萨尔瓦尼亚克-卡雅尔的时区为UTC+01:00、UTC+02:00（夏令时）。

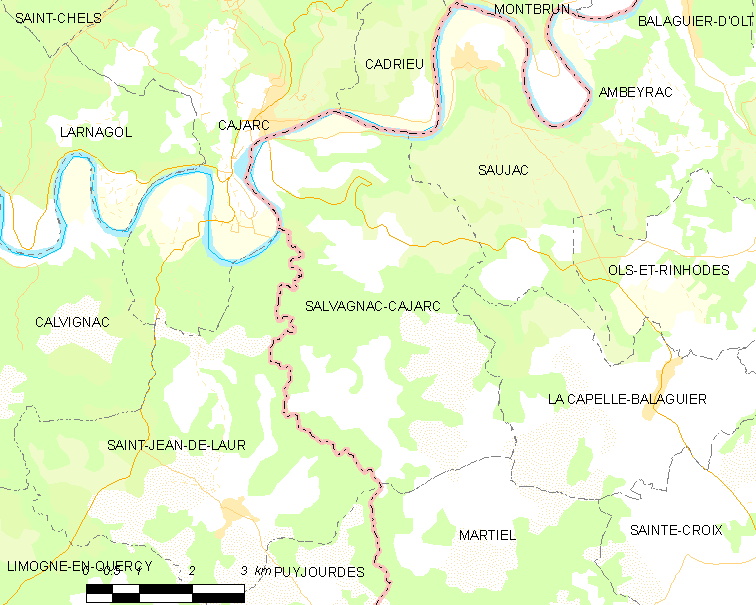
萨尔瓦尼亚克-卡雅尔的OSM定位图

## 行政
萨尔瓦尼亚克-卡雅尔的邮政编码为12260，INSEE市镇编码为12256。

## 政治
萨尔瓦尼亚克-卡雅尔所属的省级选区为维勒讷瓦-维勒弗朗舒瓦县。

## 人口

1962-2008年间萨尔瓦尼亚克-卡雅尔人口变化图示

萨尔瓦尼亚克-卡雅尔于2022年1月1日时的人口数量为361人。